# Dieter Rühle
Dieter Rühle (* 2. Februar 1940 in Berlin) ist ein deutscher Architekt und Designer. Sein bekanntestes Werk ist die Großsiedlung Fennpfuhl im Berliner Bezirk Lichtenberg.

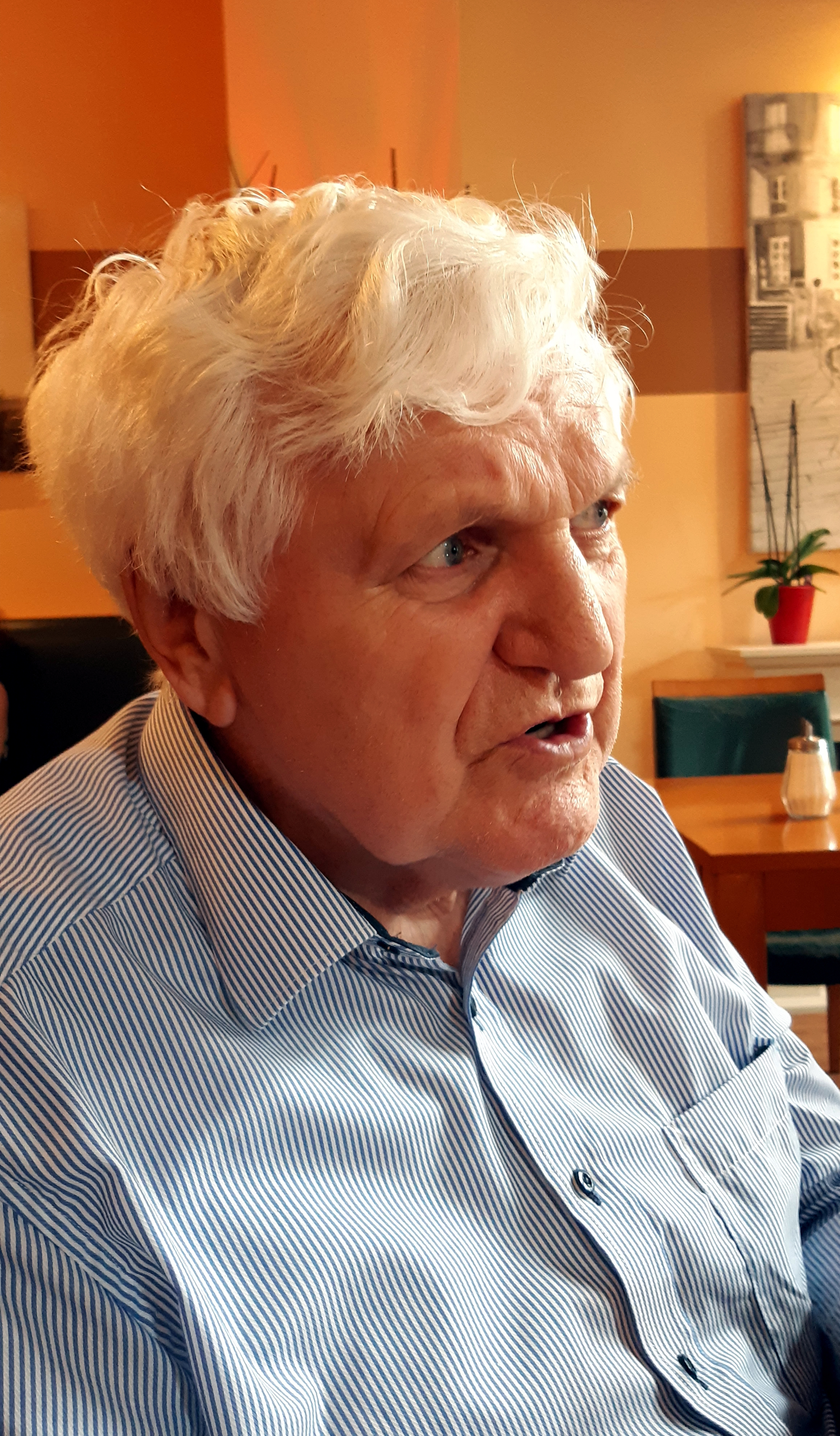
Dieter Rühle

## Leben
Bereits Dieter Rühles Vater, Herbert Rühle, war Architekt mit Wirkungskreisen in Stuttgart und Berlin. Auch der Sohn strebte eine entsprechende Ausbildung an und begann an der Hochschule für Architektur und Bauwesen in Weimar ein Studium der Architektur. Weil das aber zu viel Theorie beinhaltete, suchte Dieter Rühle eine mehr praxisorientierte Hochschuleinrichtung. Er bewarb sich an der Kunsthochschule Berlin-Weißensee und musste eine mehrtägige Aufnahmeprüfung ablegen, die er nach einer zwischenzeitlichen Arbeit im Bereich Werbung und Gestaltung im Centrum-Warenhaus am Alexanderplatz bestand. Sein Betreuer an der Kunsthochschule war Selman Selmanagić. Im Studienjahr waren nur sieben Studenten, die neben ihm die Fachrichtungen Design, Bildhauerei, Bühnenbildnerei, Fotografie und Mode absolvierten. Im Jahr 1966 erwarb Rühle den Titel eines Diplomingenieurs mit einer Abschlussarbeit zu einem fiktiven Wohnprojekt. Anschließend begann Rühle im Wohnungsbaukombinat Berlin zu arbeiten, er beteiligte sich zunächst an Entwurfs- und Ausführungsplanungen für das Ost-Berliner Stadtzentrum mit den Rathauspassagen. Dann wurde eine kleine Arbeitsgruppe gebildet, die unter dem Namen Studio 70 Untersuchungen für die Errichtung eines neuen Wohngebietes im Stadtbezirk Lichtenberg durchführte. Bebaut werden sollten Flächen um den Fennpfuhl herum, für die der Bauhaus-Architekt Ernst May schon im Jahr 1956 Pläne vorgelegt hatte, die aus verschiedenen Gründen nicht verwirklicht worden waren. 
Die neuen Pläne wurden 1969 bis 1971 noch etwas überarbeitet und vom Berliner Magistrat beschlossen. Dieter Rühle wurde 1971 vom damaligen Ost-Berliner Oberbürgermeister Erhard Krack zum Komplexarchitekten ernannt und hatte unter dem Hauptverantwortlichen Heinz Graffunder, einer der Chefarchitekten in Ost-Berlin, die Arbeiten zu koordinieren und zu leiten. Die Bauleitung etablierte sich in Baubaracken entlang der damaligen Leninallee. Das neue Wohnviertel bot durch eine verdichtete Bebauung in Plattenbauweise Wohnraum für fast 50.000 Menschen, wofür unter anderem zwei größere Kleingartenanlagen weichen mussten. Es hieß anfangs Lichtenberg Nordost, später wurde es offiziell in Berlin-Fennpfuhl umbenannt und galt als „erste zusammenhängende Großwohnsiedlung der DDR“.
Nach Abschluss der Arbeiten, im Jahr 1976 verlieh der Magistrat den Mitarbeitern der beteiligten Kollektive die Medaille Erbauer des Stadtzentrums. Danach gab es für Dieter Rühle weitere stadtplanerische Aufgaben im Bereich Wohnungs- und Gesellschaftsbau.
In Rühles Team entstanden außer den Bauplänen für die Wohngebäude auch Ideen, um ein verkehrsberuhigtes und fußgängerfreundliches Wohngebiet zu schaffen. Dazu gehörten außer dem Zentrum um den Anton-Saefkow-Platz mit Schwimmhalle, Sporthalle, Bibliothek, Warenhaus, Sportplatz, ein öffentlicher Park (Fennpfuhlpark) sowie zwei Fußgängerüberwegen – einer über den Weißenseer Weg, der zweite über die Leninallee – und auch einige Attraktionen wie eine Art Nessie im Fennpfuhl. Für letzteres hatte ein Bühnenbildner der Komischen Oper in den 1980er Jahren einen Entwurf gezeichnet, der von der Baukommission für gut befunden worden war. Rühle hatte den Auftrag, das benötigte Material, ein wasserabweisendes Polyesterharz, zu beschaffen. Im Jahr 1986 berief der Oberbürgermeister Dieter Rühle in den Beirat für Stadtgestaltung. Die hier entstandenen Arbeiten erhielten 1987 den Architekturpreis der Stadt Berlin.
Die Idee für den Fußgängerbereich und Nessie kam jedoch nicht mehr zur Anwendung, weil infolge der Wiedervereinigung alle vorherigen Planungen hinfällig, nicht mehr bezahlbar oder schlicht vergessen wurden. Auch die Fußgängerüberwege, jahrelang in einer Infotafel im Inneren des Wohngebietes eingetragen, wurden nicht gebaut. Als neues Gestaltungselement anstelle von Nessie erhielt der Gewässerzug um den Fennpfuhl eine mehrstrahlige Fontäne. 
Nach der Wende, um 1991 eröffnete Dieter Rühle in der Pankower Berliner Straße 13 ein eigenes Architekturbüro. 1992 wählte die Architektenkammer Berlin ihn in die Vertreterversammlung. Schließlich wurde er 2009 in den Baubeirat berufen und ist auch nach der Pensionierung weiterhin Berater des Bauherren-Schutzbundes e. V. tätig.

## Werke (Auswahl)

Infotafel mit dem Namen des Planungs- und Baukollektivs und dem Hinweis auf die Verleihung des Architekturpreises 1987 für den Wohnbereich Anton-Saefkow-Platz

Im Fennpfuhlpark schmückt seit 1987 eine Pergola mit Rundbank den weitläufigen Park in seinem östlichen Bereich. Es ist eine aus Betonwerkstein gearbeitete Halbrundbank, die von einer offenen schmiedeeisernen Halbrundkuppel eingefasst wird, die Entwürfe lieferte Dieter Rühle. An dem künstlerisch gestalteten Metallgestänge ranken sich Rosen hinauf. Um gegen die nach 1990 ständig vorgenommenen wilden Graffiti-Schmierereien gewappnet zu seien, wurde die Bank nach einer gründlichen Reinigung zum Beginn des 21. Jahrhunderts mit großflächigen hellblau/grün/gelb und hellrot verzierten Mustern versehen. Das Lichtenberger Grünflächenamt pflegt die Rosenanpflanzung.
Eine Aufgabe ganz anderer Art war für Rühle der Entwurf für das Mahnmal zur Erinnerung an die Bücherverbrennung unter dem Bebelplatz, zusammen mit dem Künstler Siegfried Krepp, 1988 an den Magistrat eingereicht. Verwirklicht wurde nach der Wende jedoch die Idee des israelischen Künstlers Micha Ullman.
Beim nachfolgenden ersten Gesamtberliner Architektenwettbewerb (Juni bis Dezember 1992) erhielt der Entwurf von Dieter Rühles Büro für das vorgegebene Gebiet der Friedrichstadt den zweiten Preis. Das Büro plante und baute später Wohngebäude in Altglienicke, führte Sanierungen von Altbauten und Baudenkmalen in Berlin, Frankfurt (Oder) und Bad Doberan aus. Ein Sportgymnasium und Ein- und Mehrfamilienhäuser in Berlin wurden ebenfalls durch Rühles Büro saniert.